# Viernes 17
En Italia, cualquier día 17 de cualquier mes que caiga viernes es considerado un día de mala suerte, así como el viernes 13 en países anglosajones y martes 13 en países occidentales. Esta superstición solo se limita a Italia.

## Por qué el 17
El número 17 desde tiempos remotos ha sido un número de muerte y mala suerte en Italia para los antiguos romanos. Esto se debe a que en número romano el 17 es XVII, por lo que si se reorganizan sus letras se puede escribir VIXI, que en latín significa “viví”, es decir, “mi vida es historia”.

## Por qué el viernes
Como lo mismo que sucede con el Viernes 13, este día es considerado de mala suerte desde sus comienzos. En Italia se ha reemplazado en 13 por el 17.
- Datos: Q6161859